# Drosophila khaoyana
Drosophila khaoyana är en tvåvingeart som beskrevs av Bock och Wheeler 1972. Drosophila khaoyana ingår i släktet Drosophila och familjen daggflugor.
Artens utbredningsområde är Thailand.